# D’Aguesseau Island
D’Aguesseau Island ist eine unbewohnte Insel im australischen Bundesstaat Western Australia. Sie ist 17 Kilometer vom australischen Festland entfernt.
Sie ist 60 Meter lang und 40 Meter breit. In der Nähe liegen die Inseln Duguesclin Island, Browne Island und die D’Arcole-Inseln.